# Египетский мост
Еги́петский мост — автодорожный металлический рамный мост через реку Фонтанку в Адмиралтейском районе Санкт-Петербурга, соединяющий Покровский и Безымянный острова. Объект культурного наследия России федерального значения.
В 1825—1826 годах построен цепной висячий мост, по конструкции схожий с Пантелеймоновским мостом через реку Фонтанку. В 1905 году мост обрушился. На прежнем месте мост восстановлен в 1955 году. Архитектурное оформление нового моста выполнено с использованием мотивов древнеегипетского искусства.

## Расположение
Пересекает Фонтанку по оси Лермонтовского проспекта. Рядом с мостом находятся Рахманиновский сквер, Дом Аудиторского департамента Военного министерства (архитектор не установлен, первая четверть XIX века), доходный дом К. И. Капустина (архитектор А. Ф. Бубырь, 1910—1912), комплекс зданий гостиницы «Азимут» (архитекторы Е. А. Левинсон, В. В. Ганкевич, А. И. Прибульский, инженер П. Ф. Панфилов; 1963—1968):170. Ближайшая станция метрополитена (1,1 км) — «Балтийская». Выше по течению реки находится Красноармейский мост, ниже — Английский мост.

## Название
Мост получил своё название из-за своеобразного оформления: в архитектуре цепного моста отразился характерный для начала XIX века повышенный интерес к искусству Древнего Египта. В период проектирования и строительства в официальных документах мост назывался Большой цепной мост или Проезжий цепной мост между Измайловским и Калинкинским мостами. С 1828 до 1836 года — Новый цепной мост, с 1836 до 1867 года — Египетский цепной мост, с 1867 года — Египетский мост. Временный мост, располагавшийся в створе Усачёва переулка, сначала называли Временным Египетским, а с 1930-х годов — Усачёвым.

## История

### Цепной Египетский мост

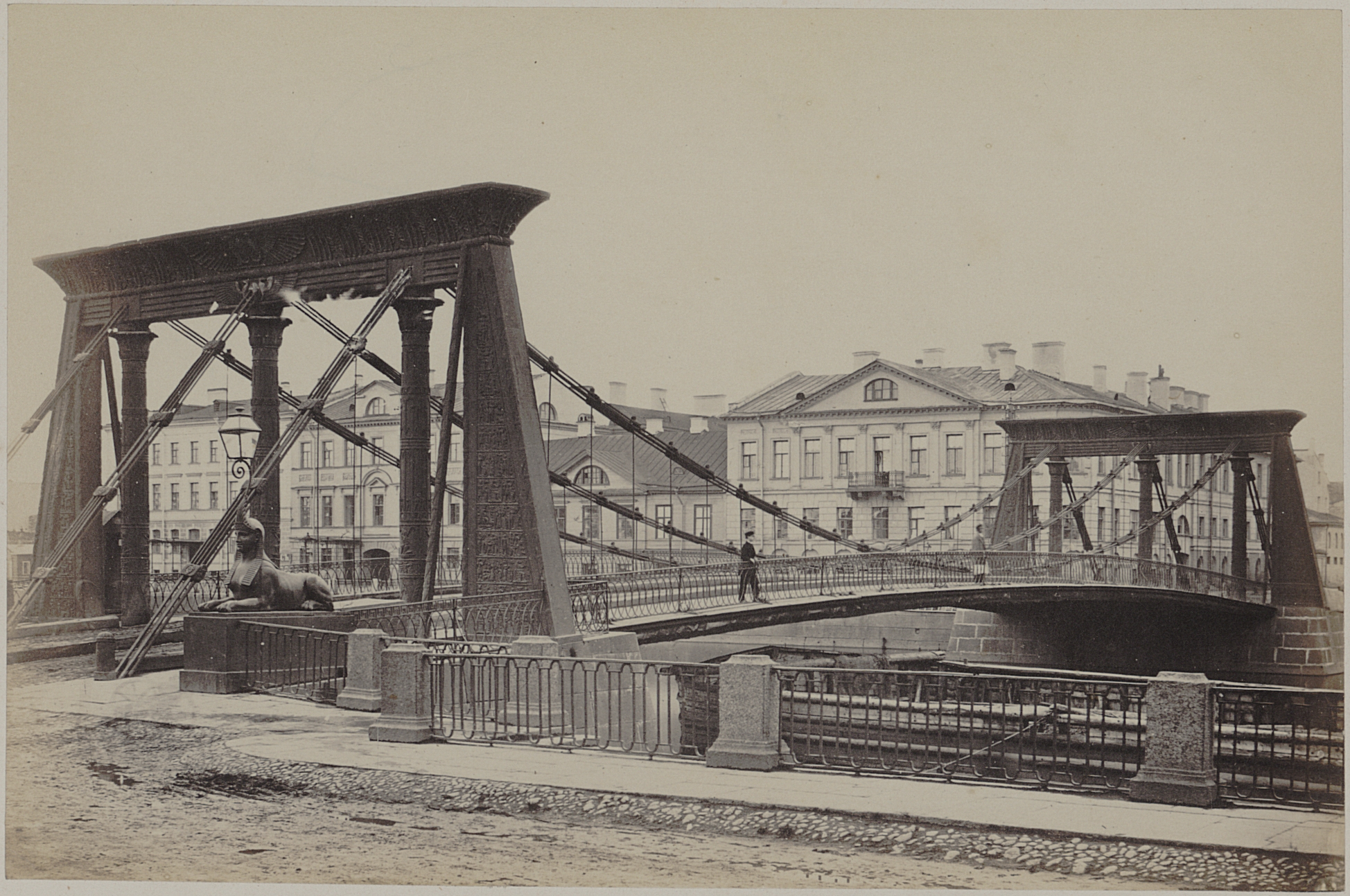
Египетский цепной мост.
Фото А. Ф. Лоренса, 1860-е

Необходимость сооружения нового моста через Фонтанку определялась двумя обстоятельствами: большим расстоянием между Калинкиным и Измайловским мостами и давно назревшей потребностью в улучшении транспортной связи между районами, разобщёнными Фонтанкой. Проект моста был составлен инженером В. А. Христиановичем (при консультации В. фон Треттера). Прообразом моста послужил цепной Пантелеймоновский мост через реку Фонтанку у Летнего сада. Утверждён был третий по счёту проект, предусматривающий перпендикулярный к набережной мост, не учитывающий направление подходящих к мосту улиц (два предыдущих проекта, предусматривающие косой в плане мост, были отвергнуты из-за более высокой стоимости).
Первоначально на заводе Берда для моста были отлиты две пробные скульптуры сфинксов. В начале XX века они были выкуплены купцом Галактионовым, занимавшимся торговлей металлом, и установлены у его дома на Можайской улице. В 1960-х годах по инициативе главного инженера Ленмостотреста П. П. Степнова сфинксов отреставрировали и в 1971 году установили на лестничном спуске набережной Малой Невки у Каменноостровского моста:241. В 2005 году скульптуры, пострадавшие от вандалов, демонтировали и после реставрации временно установили перед зданием ГУП «Мостотрест» на Индустриальном проспекте. 17 апреля 2010 года сфинксы были возвращены на набережную Малой Невки, а у здания Мостотреста установили их копии.
Датой начала строительства можно считать август 1825 года, когда стали забивать сваи под основания береговых устоев (с 9 по 25 августа было забито 264 сваи длиной 8,52 м и 10,65 м). С августа до конца октября 1825 года велись работы по сооружению гранитных устоев моста, на этих работах было занято до 130 каменщиков. Металлические конструкции моста были изготовлены на заводе Берда. Все металлические части моста предварительно подвергались испытаниям на разрыв машиной, специально сконструированной и изготовленной на заводе Берда. Скульптуры сфинксов, которые должны были размещаться по сторонам порталов, также отливались на заводе Берда по модели скульптора П. П. Соколова. Пьедесталы для скульптур делались в Петрозаводске. Береговые устои и каменные работы выполнялись подрядчиком Гавриилом Васильевым. В качестве облицовочного материала при этом использовались гранитные блоки, вынутые из стенок рвов, окружавших Инженерный замок. Стоимость сооружения составила 180 тыс. руб.
Египетский цепной мост немногим отличался от построенного ранее теми же авторами Пантелеймоновского моста. По конструкции мост был цепным, висячим, однопролётным. Пролётное строение поддерживалось тремя рядами цепей, заанкеренными в кладку устоев. Мост имел выступающие в реку устои, облицованные гранитом. На устоях, в пределах стенок набережных, на четырёх гранитных постаментах были установлены отлитые из чугуна сфинксы, над головами которых находились небольшие шестигранные фонари. Цепи с шарнирными соединениями из железных звеньев, «сваренных» из брускового и полосового железа продолговато-кольцеобразного сечения, соединялись между собой болтами. Порталы моста состояли из трех круглых чугунных колонн и двух контрфорсов высотой в 6,5 м. Диаметр колонн у основания составлял 65 см, вверху — 50 см.
В конструкцию моста авторы внесли ряд усовершенствований (по сравнению с конструкцией Пантелеймоновского моста), которые должны были уменьшить вертикальное и боковое раскачивания: пролётное строение поддерживалось тремя рядами цепей (вместо пяти у Пантелеймоновского); устройство тротуаров на консолях за пределами крайних цепей и расположение цепей так, что они едва касались настила; установка подвижных тележек или цилиндров над опорами цепей. Техническая характеристика моста была следующей: пролёт моста — 54,8 м; ширина моста — 11,7 м; расстояние между точками приложения цепей к порталам — 48,46 м; стрела подъёма 1/10 пролёта; диаметр колонн у основания 65 см, вверху — 50 см. В 1830 году в мастерских при Институте инженеров путей сообщения была изготовлена модель моста в условных материалах в масштабе 1:56. По состоянию на июнь 2022 года она экспонируется в филиале Центрального музея железнодорожного транспорта Российской Федерации «Музей мостов».
Сооружение Египетского моста явилось знаменательным событием в истории мостостроения Петербурга. Древнеегипетские архитектурные формы до этого были совершенно неизвестны петербуржцам. Ещё за месяц до окончания строительства был разработан церемониал его открытия. 25 [6] сентября 1826 года в восемь часов пополудни в присутствии профессоров, инженеров и учащихся Корпуса путей сообщения, преподавателей и воспитанников Военно-строительного училища и большого числа горожан в торжественной обстановке мост был открыт.

### Обрушение 1905 года
Египетский мост служил на протяжении 79 лет, в продолжение которых проводились неоднократные ремонты: в 1866, 1876, 1887, 1894 (замена нижнего настила), 1900 годах.
20 января (2 февраля) 1905 года по мосту проходил эскадрон гвардейской кавалерии, навстречу ему двигались 11 саней с возницами. В этот момент мост рухнул на лёд Фонтанки. Обошлось без человеческих жертв; погибли три лошади. Ежедневная газета «Новости дня» писала 21 января 1905 года: «Сегодня в 12 ½ час. дня при следовании лейб-гвардии конного-гренадерского полка через Египетский цепной мост через Фонтанку, по направлению от Могилёвской улицы к Ново-Петергофскому проспекту, в тот момент, когда головная часть полка уже подходила к противуположному берегу, мост обрушился. Находившиеся впереди офицеры успели проскочить на берег, нижние же чины, в количестве двух взводов, шедшие в строй справа по 3 в ряд, вместе с лошадьми (упали) в воду. Упали также в воду проезжавшие в обратную сторону один ломовой и четыре легковых извозчика без седоков и несколько пешеходов. Вся настилка моста вместе с перилами и скреплениями, разорвав цепи и сломав часть чугунной опоры, проломала лёд и оказалась на дне реки. <…>
К 2-м часам дня люди и лошади были извлечены из воды. Пострадавшие были отправлены в ближайшие приёмные покои и в лазарет Николаевского артиллерийского училища. Серьёзно пострадавших, по официальным сведениям, не оказалось. Из лошадей одна затонула, две были искалечены и, вытащенные на берег, пристрелены. Причина несчастья, как предполагают, раскачка моста кавалерией при не вполне прочной конструкции».
Газета «Новое время» писала: «Жалкую картину представляет теперь бывший Египетский мост… Только чугунные, выкрашенные в красную краску сфинксы молчаливо, загадочно смотрят на волнующуюся толпу…».
Для расследования причин разрушения моста и выяснения обстоятельств аварии была создана специальная комиссия Городской думы. По мнению комиссии, причиной аварии послужило плохое качество железа — наличие внутренней раковины в металле одного из звеньев цепи. Профессор А. А. Байков назвал одной из причин разрушения моста перерождение сварочного железа под воздействием времени и нагрузок. О причинах аварии Египетского моста можно прочесть массу различных мнений, а в учебниках физики этот факт без каких-либо доказательств служит для объяснения явления резонанса. После разбора остатков конструкций от цепного моста остались только береговые устои и скульптуры сфинксов. Авария вызвала скептическое отношение к цепному Пантелеймоновскому мосту, который был разобран в 1907 году.
Вместо разрушенного моста в створе Усачёва переулка по проекту инженера П. А. Лихачёва был построен деревянный пятипролётный мост трапецеидально-подкосной системы. Работы по постройке моста выполнял инженер И. С. Зиберт, технический надзор производил инженер В. А. Берс под руководством старшего городского техника М. Ф. Андерсина. Открытие временного моста состоялось 16 апреля 1905 года. Длина моста составляла 60,2 м, ширина — 16,3 м (в том числе ширина проезжей части 11,7 м). Трасса моста была весьма неудобной, поскольку въезды транспорта осуществлялись под прямым углом по нешироким набережным Фонтанки. С неоднократными ремонтами мост просуществовал до 1955 года. В 1956 году он был разобран силами треста «Ленмостострой».
Во время блокады в 1941—1942 годах мост был разрушен артиллерийскими снарядами, один из сфинксов пострадал при бомбардировке. Капитальный ремонт моста был проведён силами отдельного Ленинградского дорожно-мостового восстановительного батальона МПВО, восстановление скульптуры было произведено ленинградскими реставраторами после войны.

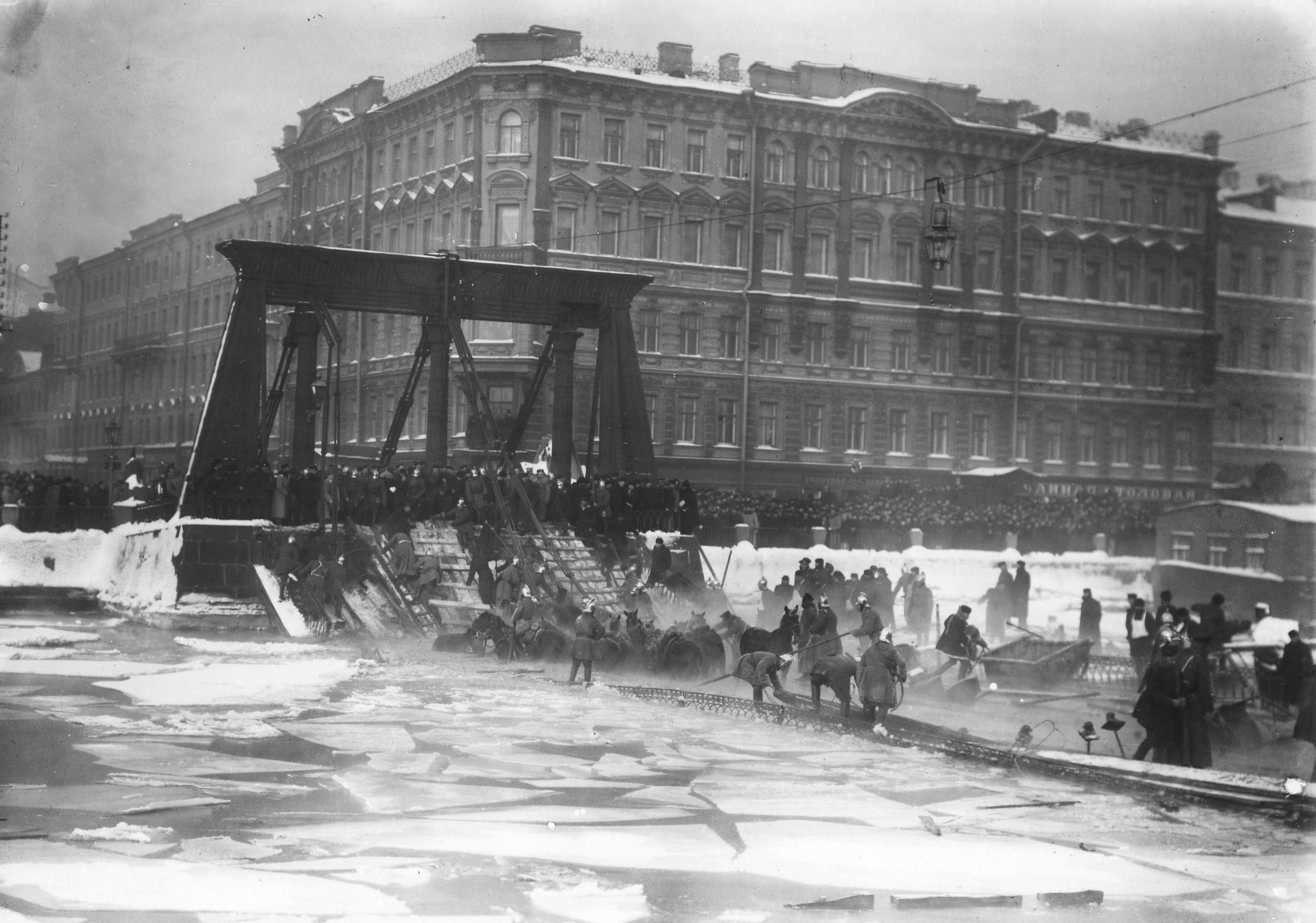
Обрушившийся Египетский мост, 1905 год
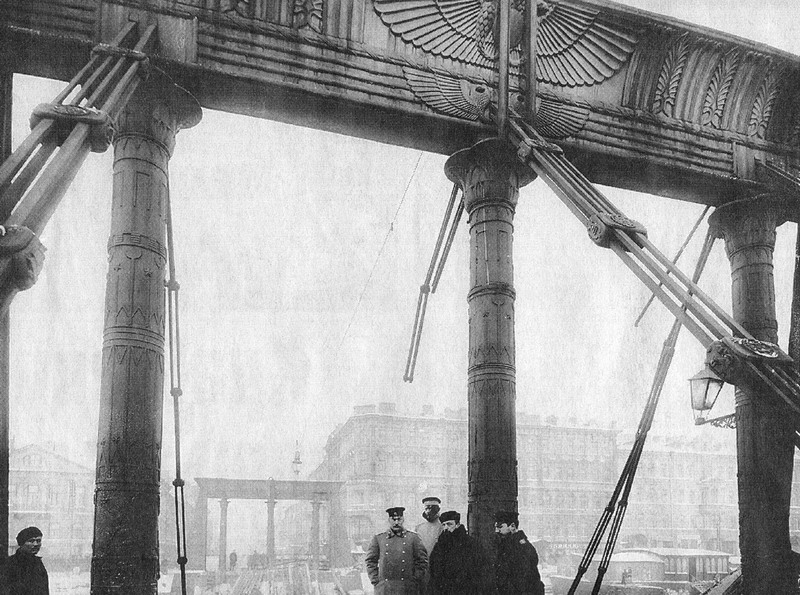
Левобережный портал моста после обрушения, 1905 год
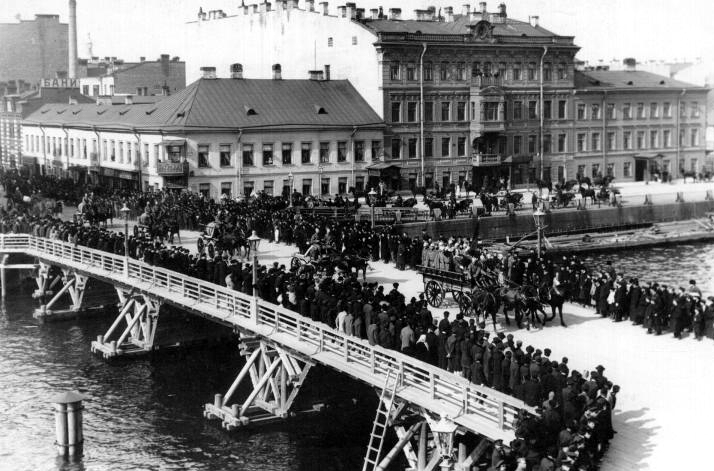
Открытие временного моста, 16 апреля 1905 года

### Современная переправа
В 1907 году рассматривались три варианта проектов нового моста через Фонтанку по трассе цепного моста: первый из них предусматривал однопролётный арочный мост с ездой понизу, второй — трёхпролётный балочный, а третий — однопролётный арочный с ездой поверху. В 1913 году инженер А. П. Пшеницкий и архитектор М. С. Лялевич составили проект моста, который предусматривал перекрыть Фонтанку пологими стальными арками, аналогичными по конструкции аркам нового Пантелеймоновского моста. Комиссия в составе Л. Н. Бенуа, М. П. Боткина и И. И. Кетова одобрила проект. В том же году правительством городу был разрешен выпуск облигационного займа, согласно которому часть средств была предназначена на постройку железного Египетского моста. Из-за начавшейся в 1914 году Первой мировой войны проект не был реализован.
В 1928 году из-за ветхости временного моста вновь стал вопрос о возведении постоянного моста по трассе висячего Египетского моста. Проектирование моста затянулось на долгие годы, и только к 1955 году этот процесс был завершён (за этот период было составлено много вариантов проекта моста: в 1928—1930 годах — семь, в 1949 году — два, в 1954 году — три, в 1955 году — два).
С целью создать конструкции опор наименьших размеров, а также для придания наиболее лёгкого очертания пролётного строения к реализации была принята распорная рамная конструкция с металлическим ригелем. Принятая система пролётного строения в сочетании с включённой в неё железобетонной плитой проезжей части позволила снизить строительную высоту в середине пролёта до 1,3 м.
Проект Египетского моста создавался в двух проектных институтах: конструктивная часть разрабатывалась в «Ленгипроинжпроекте» главным инженером проекта В. В. Демченко, а архитектурная — в «Ленпроекте» архитекторами П. А. Арешевым и В. С. Васильковским. Мост был построен в 1955 году. Работы выполнило СУ-2 треста «Ленмостострой» под руководством инженера В. Е. Ефимова. Испытание моста было проведено кафедрой мостов и тоннелей ЛИИЖТа; при этом в качестве испытательной нагрузки были использованы четыре машины на гусеничном ходу массой по 43 т. Открытие движения по мосту состоялось 30 декабря 1955 года. С ноября 1956 года по мосту открылось трамвайное движение.
В 1979 году установлено железобетонное парапетное ограждение проезжей части, в 1988 году заменённое на гранитное. 24 февраля 1989 года с одним из сфинксов столкнулся автомобиль, от сильного удара скульптура упала в Фонтанку. Позже скульптура была поднята из воды и восстановлена силами Мостотреста и реставрационных мастерских. В 2002—2004 годах произведена реставрация четырёх фонарей. В 2004 году выполнена комплексная реставрация одной скульптуры сфинкса: ремонт гранитного постамента и скульптуры. В 2006 году произведена реставрация остальных трёх скульптур сфинксов, работы были приурочены к очередной годовщине основания Петербурга, они проходили как этап акции «Магазин подарков ко дню рождения города». Торжественное открытие скульптур состоялось 27 мая 2006 года.
10 сентября 2022 года увезли на реставрацию две скульптуры сфинксов, стоящих на Покровском острове. 17 сентября увезли две другие. Работы должны завершиться в декабре.

## Конструкция

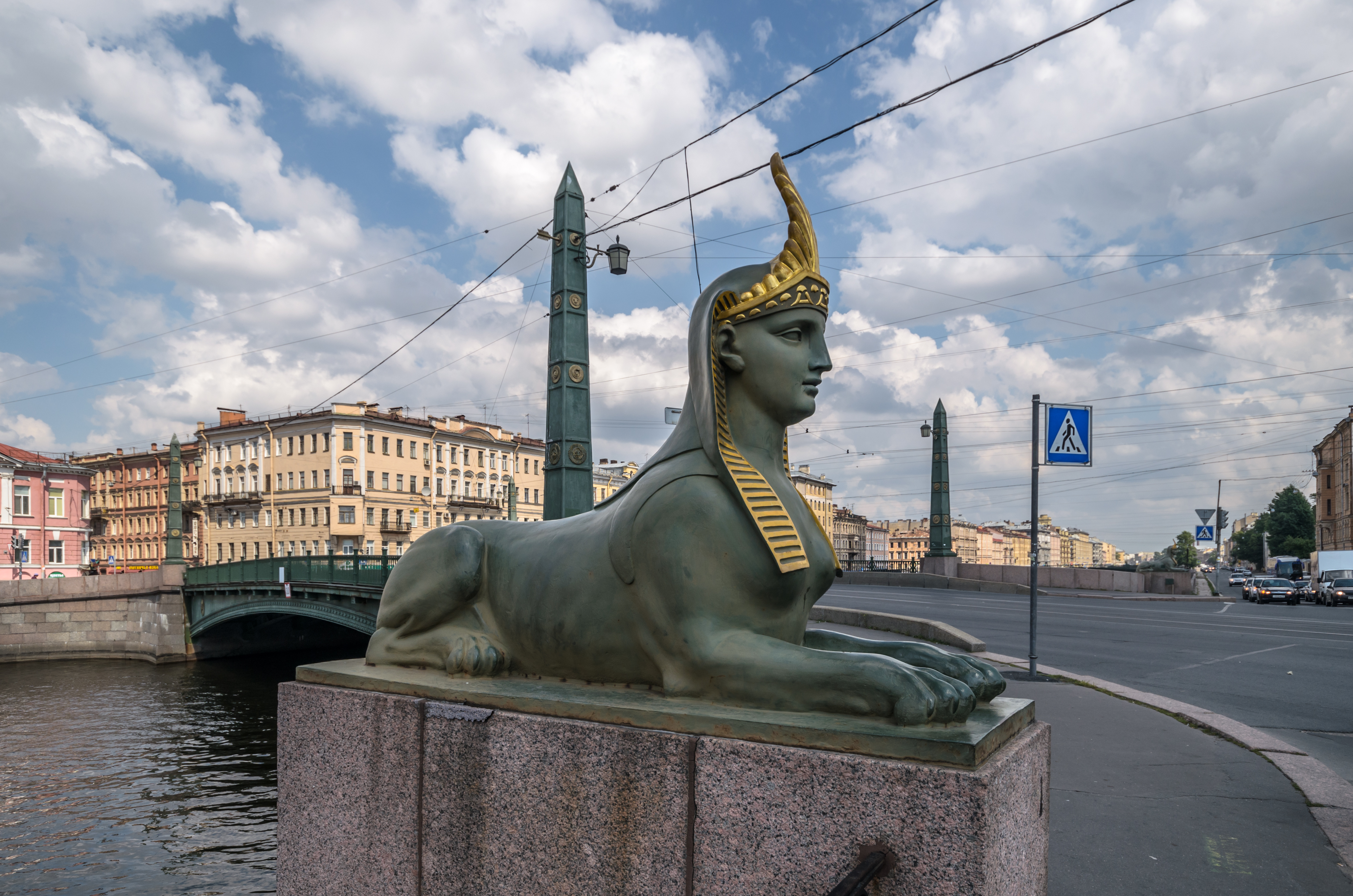
Сфинкс у Египетского моста, 2014 год

Мост однопролётный металлический рамный. Трасса моста пересекает Фонтанку наискосок: продольная его ось относительно перпендикуляра к набережной составляет угол 20°. Расчётный пролёт составляет 44 м, пролёт в свету (между гранями опор) — 41 м, длина моста (по задним граням устоев) — 53,3 м, ширина моста между перилами — 27,6 м, в том числе ширина проезжей части 21 м, а тротуаров — по 3 м.
Главные балки пролётного строения представляют собой двухшарнирные рамы с металлическими сварными ригелями двутаврового сечения. Нижний пояс их очерчен по кривой радиусом 98,484 м, а верхний — по параболе, «ноги» рамы выполнены из железобетона в виде сплошной стенки. Каждый ригель состоит из трёх монтажных секций. Для сокращения высоты сечения рам в средней части пролёта в работу главных рам включена железобетонная плита проезжей части. Плита проезжей части в поперечном направлении опирается на девять параллельных рам, отстоящих на 3,31 м друг от друга. Концы балок заделаны в сплошной железобетонный массив, опирающийся на основание из деревянных свай.
Устои моста монолитные железобетонные на свайном основании. Стенки устоев облицованы гранитными плитами. Под устои забито по 162 деревянные сваи диаметром 32 см с уклоном 2:1, а под открылки — вертикальные — по 71. Длина свай — 19 м (устои), 14 м (открылки). Устои выдвинуты в русло реки из-за наличия подземных коммуникаций, проложенных по набережным.
Мост предназначен для движения автотранспорта, трамваев и пешеходов. Проезжая часть включает в себя 4 полосы для движения автотранспорта и 2 трамвайных пути. Покрытие проезжей части и тротуаров — асфальтобетон. Тротуары отделены от проезжей части высоким гранитным поребриком. Перильное ограждение чугунное художественного литья. На открылках устоев установлены гранитные парапеты. У сопряжения открылков с набережными на гранитных пьедесталах установлены скульптуры сфинксов, украшавшие цепной Египетский мост. У въездов на мост на гранитных постаментах установлены обелиски с шестигранными фонарями. Обелиски выполнены из железобетона с художественной чугунной облицовкой.

### Архитектура
Цепной мост имел богатое архитектурное оформление в «египетском стиле», почти без элементов иных стилистических форм. Колонны, фриз и карниз — элементы портала — были наиболее пышно декорированы. Колонны и контрфорсы перекрывались архитравной балкой с развитым египетским карнизом, на котором были укреплены малое и большое золочёные изображения бога Ра в виде крылатого солнца. Порталы украшал золочёный орнамент, и в них были устроены фонари с «варшавскими» лампами. Стыки элементов цепей и ограждений прикрывались золочёными розетками. Стилизованные орнаменты в чугуне, покрытые сусальным золотом на коричневом фоне окрашенной поверхности, отличались тонкими и высокохудожественными формами. Чугунные перила моста были также выдержаны в «египетской манере». Порталы, решётка, пьедесталы под сфинксами и цепи были выкрашены в коричневый цвет и имитированы под старую бронзу, а сфинксы покрыты жёлтой краской «под бронзу». В начале XX века все части моста, в том числе и ранее позолоченные, были перекрашены в тёмно-красный цвет. При позднейших ремонтах чугунные решётки моста заменены железными другого рисунка.
В 1950-х годах при проектировании нового моста архитекторы П. А. Арешев и В. С. Васильковский в решётках и декоративных обелисках моста использовали мотивы древнеегипетского искусства. Фасадные плоскости пролётного строения и поверхности обелисков украшены накладными розетками, архивольтами, кронштейнами и т. п.
Скульптуры сфинксов находятся на музейном учёте в Государственном музее городской скульптуры и включены в Музейный фонд Российской Федерации.